# Dit petit

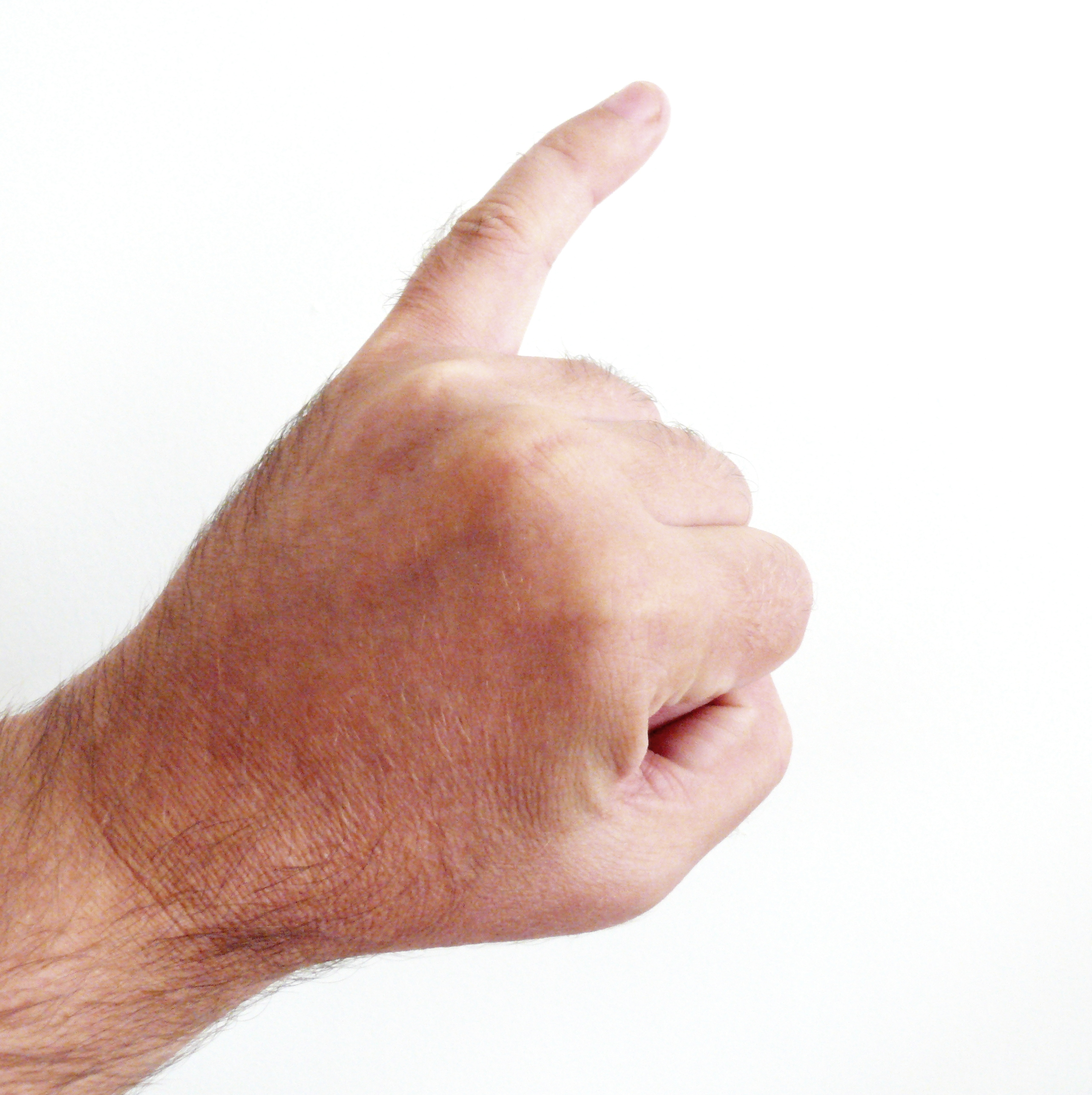
Dit petit o menovell

El dit petit, menovell o menuell és normalment el dit més petit de la mà humana, oposat al polze i pròxim al dit anular. També és conegut com a auricular, dit gorrí, dit menut, dit xic, garranxet o corronxet.

## Significació cultural
En certes cultures es vinculen els menovells de dues persones que realitzen una promesa. Tradicionalment, es considerava la promesa com a vinculant, i la idea original era que la persona que trencava la promesa havia de tallar-se el dit petit. D'una manera similar, entre els membres de la yakuza japonesa (gàngsters), el càstig per certes ofenses és tallar part de les falanges del menovell (conegut com a yubitsume).
L'aixecament del dit petit pot significar diverses coses segons la cultura del país on ens trobem:
- Al Japó, tenir aixecat el menovell en parlar sobre dues persones significa que estan vinculades sentimentalment. Aquest gest és considerat antiquat i vulgar, no obstant això en certes escenes anime s'hi usa intencionadament.
- A la Xina, es considera vulgar aixecar i ensenyar el dit petit a una altra persona, de la mateixa manera que en la cultura occidental es jutja com a vulgar o agressiu mostrar el dit mitger.
- A l'Amèrica del Nord, dur un anell al dit petit té un significat simbòlic. El menovell és el dit de les relacions i, per tant, dur-hi un anell indica que un és obert i afectuós.
- A l'Índia, aixecar el menovell és un senyal de "katti" o amistat trencada, un signe que algú està enutjat, o un suggeriment en to de broma que la persona que li mostra el menovell a un altre no desitja parlar-hi.